# Мараш
Мараш је српскохрватско презиме. Значајни људи са презименом су:
- Иван Мараш (рођен 1986), црногорски професионални кошаркаш
- Никола Мараш (рођен 1995), српски професионални фудбалер